# I Got a Woman
Az I Got a Woman (eredeti címe: I’ve Got a Woman) Ray Charles R&B-, és soul-zenész által szerzett dal, amelyet az Atlantic Records adott ki kislemezként 1954 decemberében. A B-oldala a Come Back Baby volt. Mindkét dal szerepelt az előadó 1957-es albumán, a Ray Charleson (később Hallelujah I Love Her So címen újra kiadva).

## Háttér
A dalt a Southern Tones It Must Be Jesus száma köré építették, amelyet Ray Charles rádióban hallott meg először, mikor együttesével utazott 1954 nyarán, míg az átkötést Big Bill Broonzy Living on Easy Street dala inspirálta. Ő és együttesének egyik tagja, a trombitás Renald Richard szerezte a számot, amelyet egy rhythm and blues alapra építettek. Ez a dal az egyik prototípusa lett annak, amit később soul zenének kezdtek hívni, a What’d I Say kiadása után.

## Felvételek
A dalt 1954. november 18-án vette fel Charles a Georgia Tech WGST rádióállomásának atlantai stúdiójában. Ez volt Charles első slágere, 1955 januárjára első helyet ért el az R&B-listán az Egyesült Államokban. A zenész elmondta a Pop Chronicles dokumentumfilmben, hogy nagyjából egy évig adta elő a dalt koncertjein, mielőtt felvette volna. A dalt több másik sláger is követte Charles ezen időszakában, mikor az Atlantichoz volt szerződve. A Rolling Stone Minden idők 500 legjobb dala listáján 239. helyen szerepelt, egyike Charles öt dalának, ami helyet kapott. Egy 1965-ben újra felvett verziója, az I Gotta Woman 79. lett a Billboard poplistáján.

## Elvis Presley-változat
Elvis Presley felvette saját változatát a dalból, 1956. január 10-én az RCA stúdiójában Nashville-ben (Tennessee). A kislemez nem szerepelt slágerlistákon, de az 1950-es években folyamatosan játszotta koncertjein. 1969-ben kezdte el újra előadni.

## The Beatles-változat
A The Beatles két különböző változatot is felvett a dalból a BBC rádiónak. Az első 1963. július 16-án vették fel a BBC Paris Theatre-ben, Londonban, a Pop Go The Beatles rádióműsorban. 1994-ben adták ki először a Live at the BBC válogatásalbumon.
A második verziót az együttes 1964. március 31-én vette fel a Playhouse Theatre-ben a Saturday Club műsorára. Ezt a felvételt 2013-ban adták, szintén egy válogatásalbumon, a On Air – Live at the BBC Volume 2-n.

## Más feldolgozások
A dal több másik feldolgozása is szerepelt slágerlistákon az Egyesült Államokban, mint Jimmy McGriff (#20 pop, #5 R&B, 1962), Freddie Scott (#48 pop, 1963) és Ricky Nelson (#49 pop, 1963) felvételei.
A Dire Straits együttes megemlítette a dalt a Walk of Life számukon a Brothers in Arms (1985) albumról.
Kanye West dala, a Gold Digger felhasználja a dal hangmintáját és Jamie Foxx egy interpolációját a számról. Az I Got a Woman refrénjét Foxx az egész dalban énekli, aki Charles szerepében játszott a Ray (2004) életrajzi filmben.